# Theo Hernández
Theo Bernard François Hernández (født 6. oktober 1997) er en fransk professionel fodboldspiller, som spiller for den saudiarabiske klub Al-Hilal og Frankrigs landshold.